# Joseph Jenckes
Il nome Joseph Jenckes (scritto anche Jenks, Jencks) è riferibile ad almeno tre persone che contribuirono a fare la storia del New England, negli odierni Stati Uniti.

## Joseph Jenckes I
(battezzato il 26 agosto 1599 a St. Ann Blackfriars, Londra - morto il 16 marzo 1682/83, Lynn, contea di Essex, Maryland) Joseph Jenckes, rimasto vedovo della moglie, decise di partire dalla nativa Inghilterra alla volta dell'America e si insediò a Lynn, nel Massachusetts dal 1643 dove aprì una propria forgia. Il 6 marzo 1646 ottenne la patente (la prima rilasciata in Nord America) per la fabbricazione di falci agricole, il cui disegno rimase identico per i successivi 300 anni negli Stati Uniti. Nel 1654 costruì la prima autopompa per incendi fabbricata in Nord America, commissionatagli dalla città di Boston. Il sito della forgia dei Jenckes è l'attuale Saugus Iron Works National Historic Site.

## Joseph Jenckes II
(n. Inghilterra 1632 - m. Pawtucket, Rhode Island 4 gennaio 1717) Giunse nel Massachusetts nel 1645, essendo rimasto in Inghilterra sino a quando il padre non si fu definitivamente sistemato. Nel 1671, proseguendo l'opera del padre, costruì un mulino per facilitare la lavorazione accessoria del legno a Pawtucket, ambienti distrutti dalla successiva Guerra di Re Filippo. Egli fu inoltre il primo colono ad acquistare della terra dai nativi proprio a Pawtucket dove successivamente sorse l'attuale città. Parallelamente condusse una carriera politica, divenendo deputato all'Assemblea per la circoscrizione di Rhode Island in più occasioni sul finire del XVII secolo e divenne inoltre consigliere del governatore nel 1681.

## Joseph Jenckes III
(n. Pawtucket, 1656 - Providence 1740) Dal 1691 e sino al 1732, seguendo le orme paterne, si interessò continuativamente alla politica ricoprendo incarichi pubblici per Rhode Island che lo portarono a raggiungere infine la carica di Governatore dal 1727 al 1732.